# Glacera del Gorner
La glacera del Gorner (en alemany Gornergletscher) és una glacera en una vall que es troba al Valais al sud-est de Zermatt. Baixa des del grup del Mont Rosa, en els Alps Penins.
Amb els seus 14 km de longitud és la tercera glacera de Suïssa després de la Glacera d'Aletsch i la glacera Fiesch.

## Descripció
La glacera Gorner està formada per diverses glaceres. El cos principal és el de la glacera Grenz (Grenzgletscher) que comença a la Signalkuppe (4.554 m). Aquesta glacera baixa cap a nord-oest als peus de la paret nord del Lyskamm. A nord de la Punta Dufour, sobre la cresta de Weissgrat (3.700 m), comença la glacera Gorner, pròpiament dita. Segueix el flanc sobre la de Stockhorn en direcció oest i amb un pendent al voltant del 18%. Després de 7 km s'uneix amb la glacera Grenz a una altitud al voltant de 2.550 m i conserva el seu nom.

## Variacions frontals recents

Evolució de la glacera en metres (1881-2002).
En verd, les diferències de longitud acumulada. En vermell, les variacions anuals.